# Municipio de Moose Lake (condado de Carlton)
El municipio de Moose Lake (en inglés: Moose Lake Township) es un municipio ubicado en el condado de Carlton en el estado estadounidense de Minnesota. En el año 2010 tenía una población de 1061 habitantes y una densidad poblacional de 12,42 personas por km².

## Geografía
El municipio de Moose Lake se encuentra ubicado en las coordenadas 46°26′37″N 92°41′56″O / 46.44361, -92.69889. Según la Oficina del Censo de los Estados Unidos, el municipio tiene una superficie total de 85.4 km², de la cual 83,22 km² corresponden a tierra firme y (2,56 %) 2,19 km² es agua.

## Demografía
Según el censo de 2010, había 1061 personas residiendo en el municipio de Moose Lake. La densidad de población era de 12,42 hab./km². De los 1061 habitantes, el municipio de Moose Lake estaba compuesto por el 98,87 % blancos, el 0,19 % eran amerindios, el 0,19 % eran de otras razas y el 0,75 % eran de una mezcla de razas. Del total de la población el 0,28 % eran hispanos o latinos de cualquier raza.